# Grunwald (Skamieniałe Miasto)

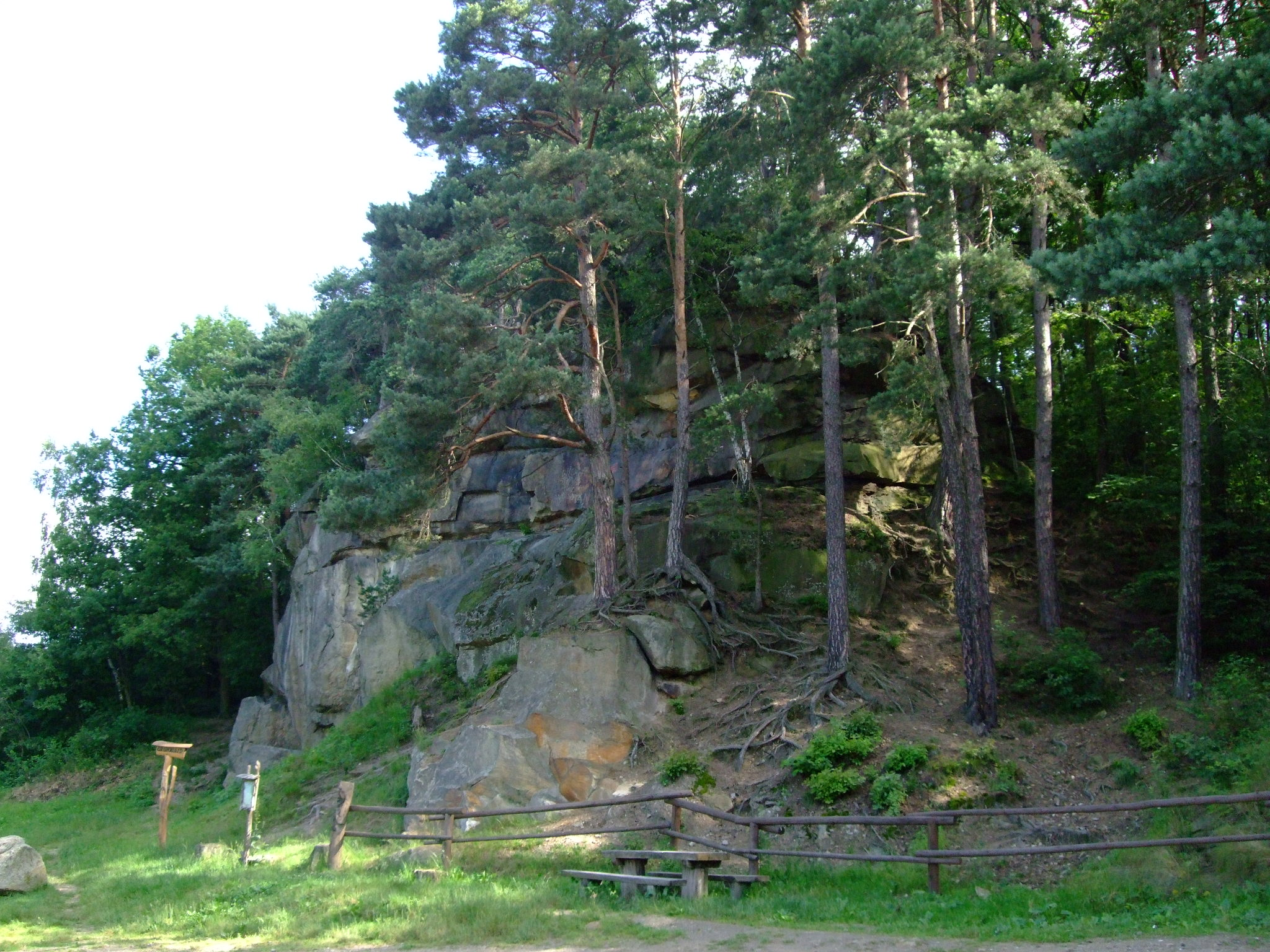

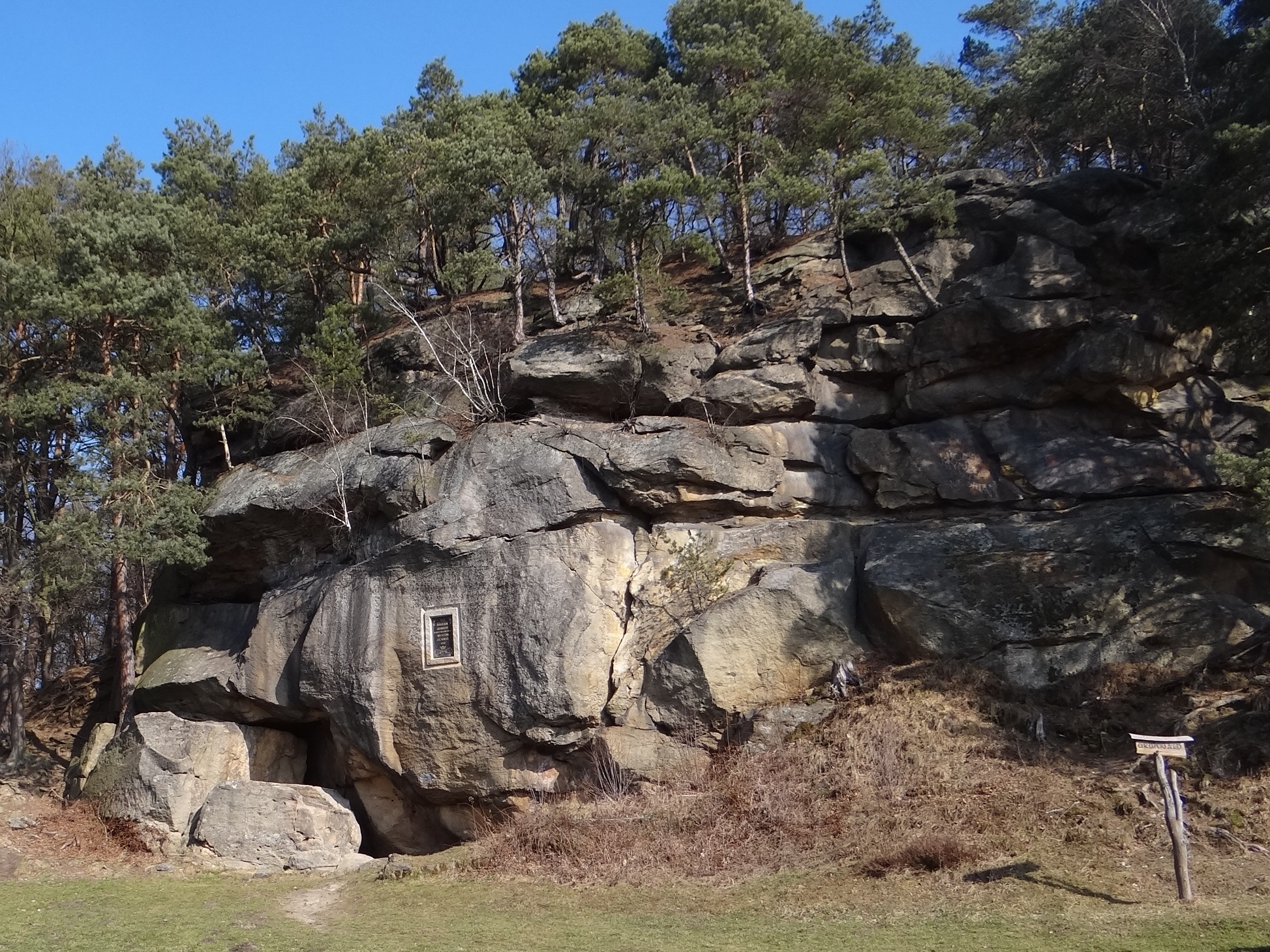

Grunwald – jedna z wychodni w rezerwacie przyrody Skamieniałe Miasto  na Pogórzu Ciężkowickim. Znajduje się w Ciężkowicach, po lewej (wschodniej) stronie drogi wojewódzkiej nr 977 z Tarnowa do  Gorlic i jest z niej widoczna. Tuż obok „Grunwaldu” znajduje się „Źródło zdrowej wody”, parking samochodowy, okresowo otwierany bufet, a nieco powyżej miejsce biwakowe dla turystów – Polanka Harcerska.
Nazwę nadano w 1910 r. dla upamiętnienia 500. rocznicy bitwy pod Grunwaldem, w której brali udział mieszkańcy Ciężkowic. Sześciu z nich walczyło w 46 chorągwi herbu Gryf dowodzonej przez Zygmunta z Bobowej, położonej dalej na południe. Dla upamiętnienia tego wydarzenia zamontowano na skale tablicę ufundowaną przez Ignacego Paderewskiego, którego dwór znajduje się w pobliskiej miejscowości Kąśna Dolna.
Dawniej skała nosiła nazwę „Piekło”. Jest to nazwa ludowego pochodzenia, związana z legendą, według której raz w roku w skale otwiera się szczelina wiodąca do groty ze skarbami widocznymi przez szczelinę. Było wielu śmiałków, którzy chcieli te skarby zdobyć. Żaden z nich jednak nie wrócił, bowiem skała zamykała się za nimi, kiedy wchodzili do groty. Istotnie w skale jest dość głęboka szczelina prowadząca do niewielkiej groty. W wielu miejscach na ścianach „Grunwaldu” rosną ciekawe porosty, które zbadał i opisał w 1970 r. Ryszard Kozik. 
Grunwald zbudowany jest z piaskowca. Wypreparowany został w najniższym poziomie
piaskowca ciężkowickiego płaszczowiny śląskiej Karpat Zewnętrznych. Piaskowiec ten powstał w wyniku sedymentacji około 58 – 48 mln lat temu na dnie Oceanu Tetydy. Na obecny wygląd „Grunwaldu” wywarły wpływ odbywające się w okresie polodowcowym powierzchniowe grawitacyjne ruchy masowe i spływ powierzchniowy wód. W ścianie „Grunwaldu” widoczne są struktury sedymentacyjne i tektoniczne.
W zachodniej ścianie skały Grunwald znajduje się Jaskinia w Grunwaldzkiej Skale.